# 大岸駅
大岸駅（おおきしえき）は、北海道虻田郡豊浦町字大岸にある北海道旅客鉄道（JR北海道）室蘭本線の駅である。電報略号はキシ。事務管理コードは▲130301。駅番号はH43。当駅から東室蘭方面は本社直轄となる。

## 歴史

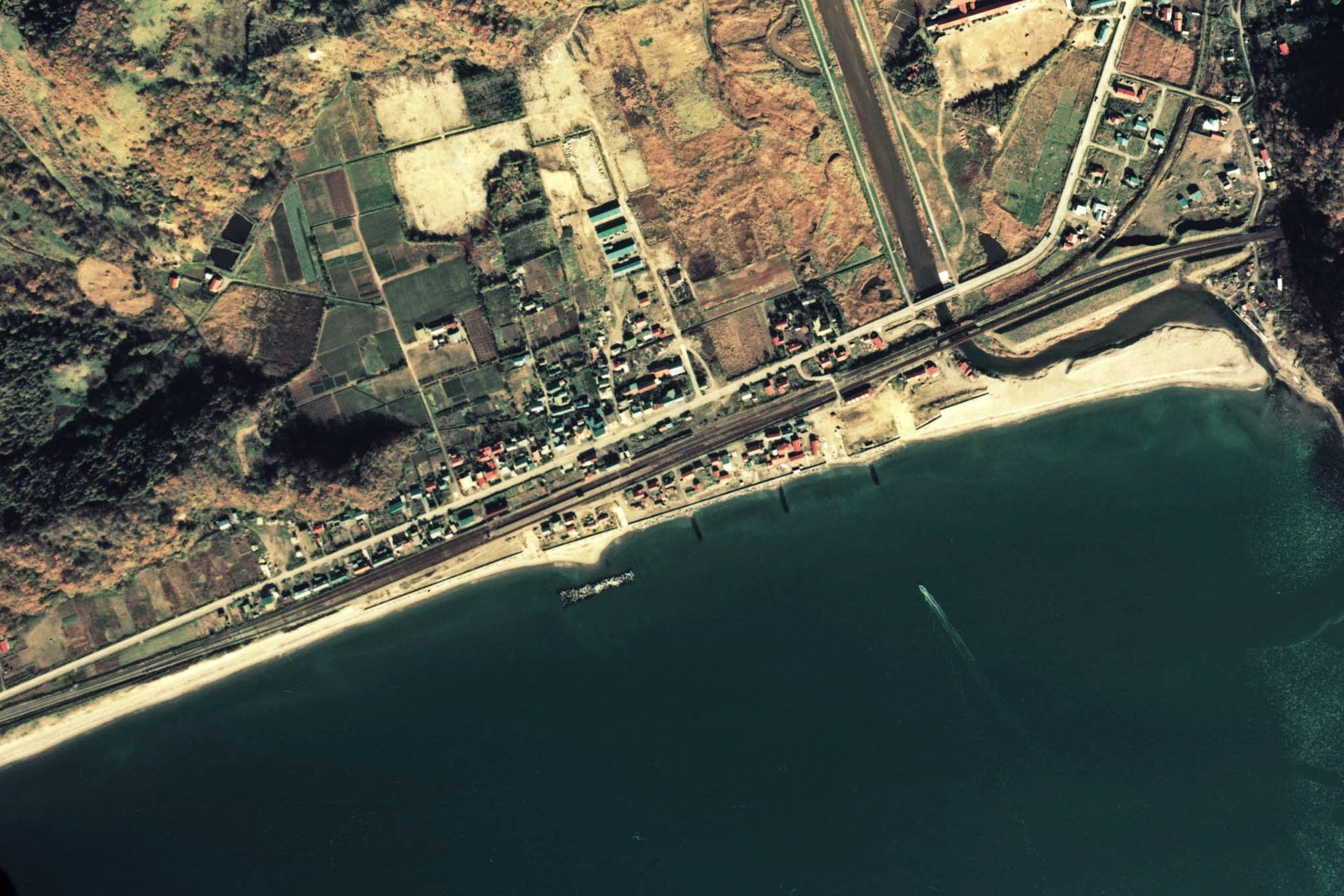
1976年の大岸駅と周囲約1km×1.5km範囲。右が東室蘭方面。右上豊泉駅方面へ向かう単線の旧線跡が残っている。単式と島式の複合ホーム2面3線、駅舎横東室蘭側の貨物ホームへ引込み線を有している。
この駅が開設された当初は単式ホーム1面2線であったが、その後長らく相対式ホーム2面2線であった。
また駅舎が南側（海岸側）に印された記述（昭和7年度線路一覧略図 札幌鉄道局発行）があるが、過渡的に置かれた時期があったのかそれとも単なる誤記なのかは不明。

- 1928年（昭和3年）9月10日：鉄道省長輪線静狩駅 - 伊達紋別駅間開通に伴い小鉾岸駅（おふけしえき）として開業[1][4]。一般駅[1]。
- 1931年（昭和6年）4月1日：長輪線を室蘭本線に編入、それに伴い同線の駅となる。
- 1935年（昭和10年）4月1日：大岸駅（おおきしえき）に改称[1][4]。
- 1980年（昭和55年）5月15日：貨物・荷物扱い廃止[1]。無人[5]（簡易委託）化。
- 1987年（昭和62年）4月1日：国鉄分割民営化によりJR北海道に継承[1]。
- 時期不詳：簡易委託廃止、完全無人化。遅くとも1993年（平成5年）時点ではすでに無人駅であった[2]。

### 駅名の由来
所在地名より。
由来は諸説あり特定されていないが、アイヌ語の「オプ」（op、銛・槍・鉾）に関係する名であるとされる。当初は「小鉾岸」（おふけし、おふきし）の字が当てられ現在も小鉾岸川の名称に残っている。
駅名も開業当初は「小鉾岸」の名であったが、のちに字名が「大岸」に改称され、1935年（昭和10年）に駅名が改称された。改称理由について、鉄道省札幌鉄道局が編纂した『駅名の起源』（1939年版）では、「呼称一般人に甚だ困難なるを以て、付近海岸一帯が大なる岸を有するを以て」改称されたとしている。

## 駅構造
単式・島式（片側使用）の2面2線を有する地上駅。互いのホームはホーム中央の構内踏切で連絡している。島式ホームの踏切階段付近にパラソル型の上屋を有する。かつては単式・島式複合型の2面3線を有しており（1983年時点ではこの配線）、現配線は駅舎側の中線（旧2番線）を撤去した形となる。また2番線（下りホーム・駅舎側）に岩見沢方から分岐した側線を1本有していた。
長万部駅管理の無人駅となっている。駅舎は線路の北側（陸側・岩見沢方面に向かって左側）に位置し、開業当初の駅舎は改築されている。駅舎内にトイレを有する。

### のりば
駅舎側より記載。
| 番線 | 路線      | 方向 | 行先             |
| ---- | --------- | ---- | ---------------- |
| 2    | ■室蘭本線 | 下り | 東室蘭・室蘭方面 |
| 1    | ■室蘭本線 | 上り | 長万部方面       |

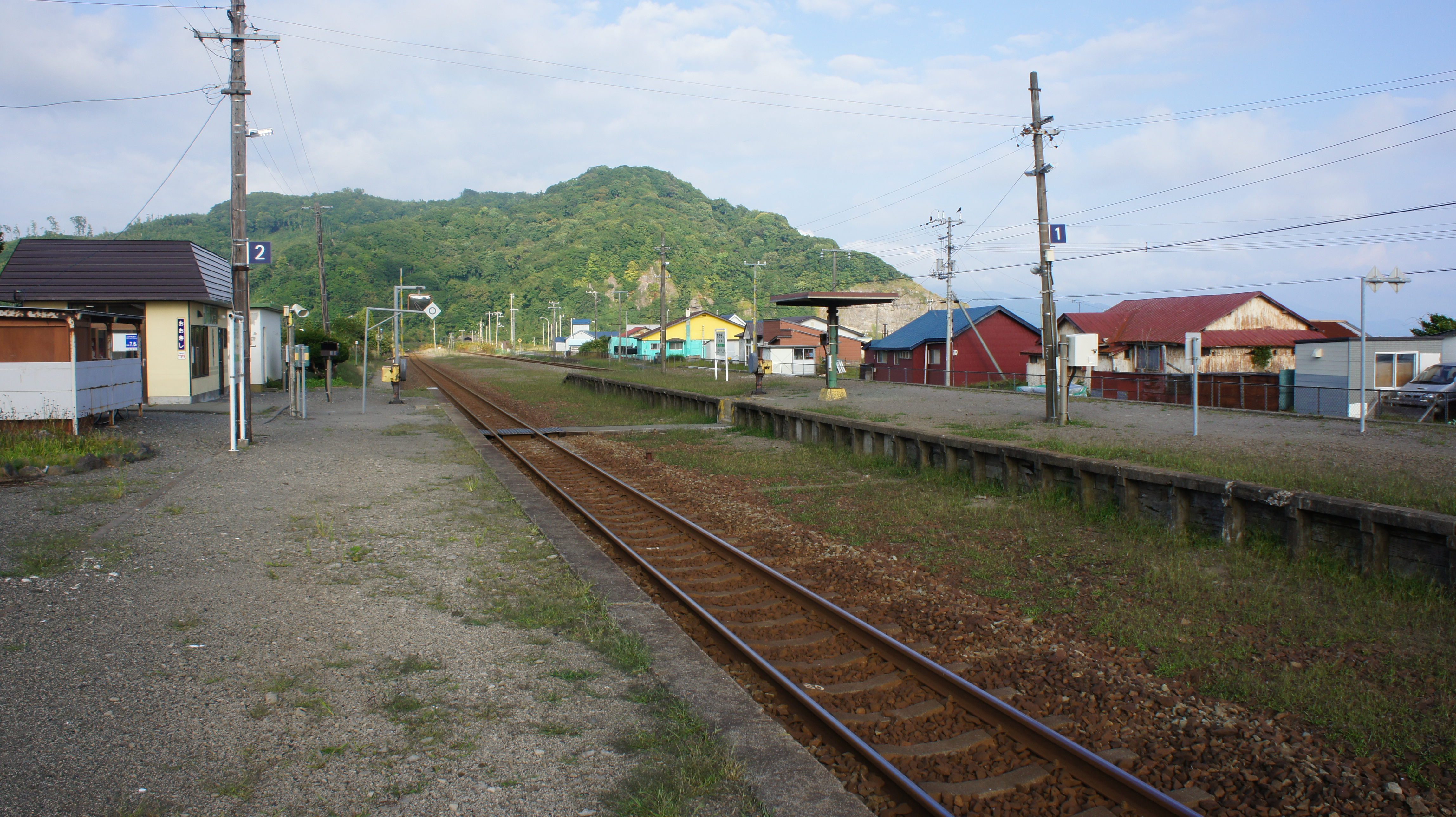
ホーム（2017年9月）
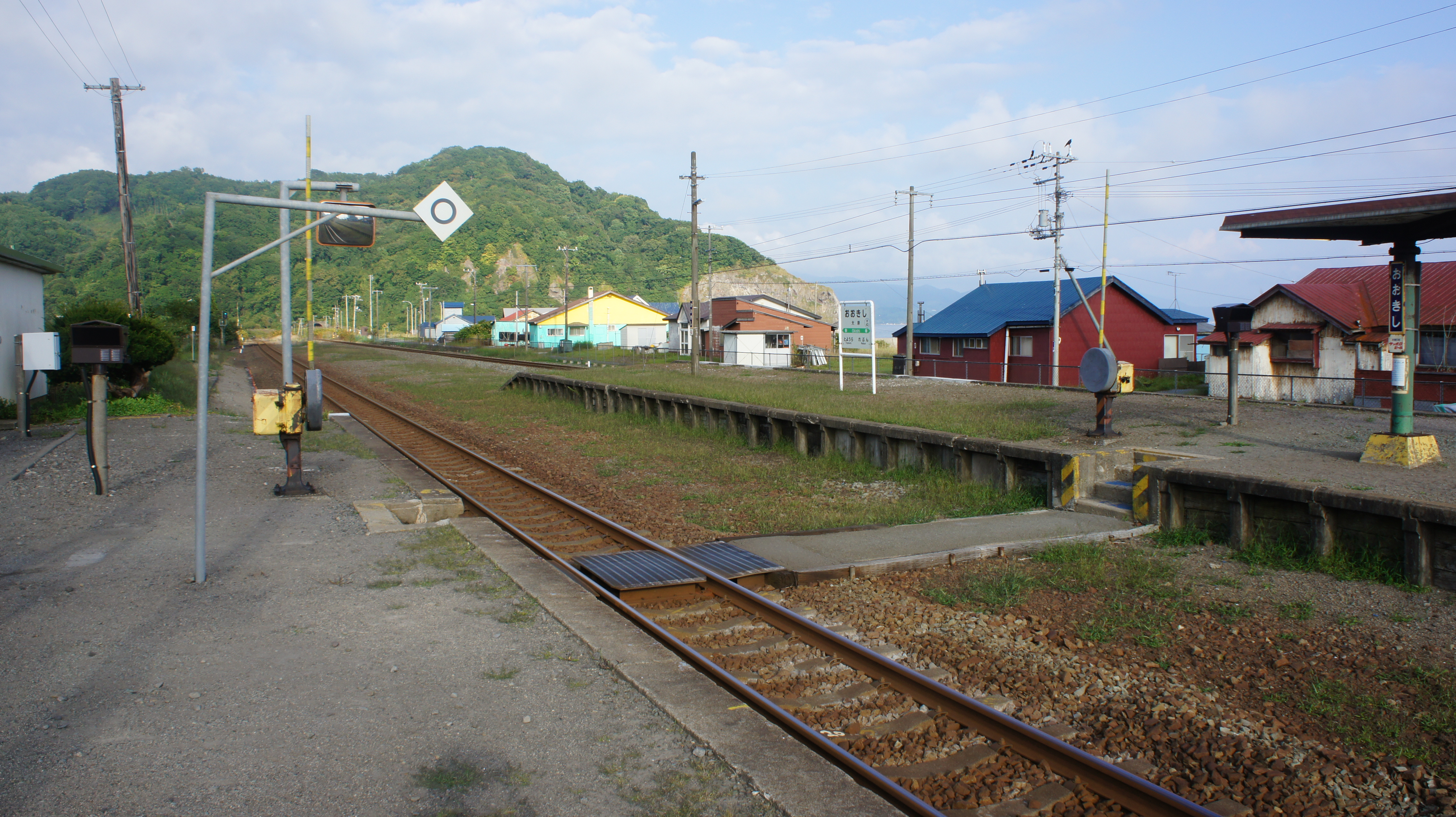
構内踏切（2017年9月）
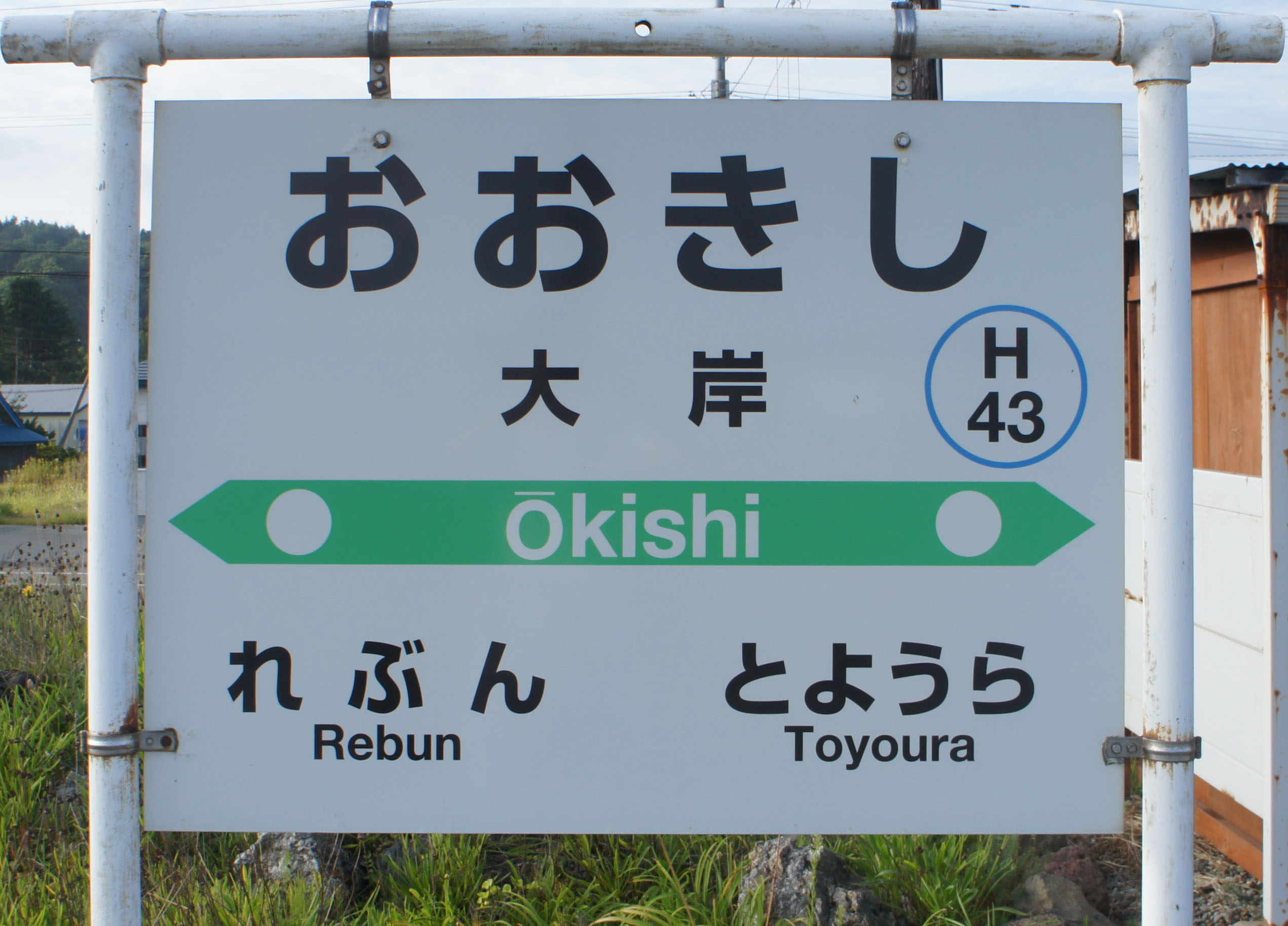
駅名標（2017年9月）

## 利用状況
乗車人員の推移は以下のとおり。年間の値のみ判明している年については、当該年度の日数で除した値を括弧書きで1日平均欄に示す。乗降人員のみが判明している場合は、1/2した値を括弧書きで記した。また、「JR調査」については、当該の年度を最終年とする過去5年間の各調査日における平均である。
| 年度               | 乗車人員 | 乗車人員 | 乗車人員     | 出典       | 備考               |
| 年度               | 年間     | 1日平均  | JR調査       | 出典       | 備考               |
| ------------------ | -------- | -------- | ------------ | ---------- | ------------------ |
| 1981年（昭和56年） |          | （23.0)  |              | [ 12 ]     | 1日乗降客数は46人  |
| 1992年（平成04年） |          | （55.0)  |              | [ 2 ]      | 1日乗降客数は110人 |
| 2015年（平成27年） |          |          | 「10名以上」 | [ JR北 1 ] |                    |
| 2018年（平成30年） |          |          | 「10名以下」 | [ JR北 2 ] |                    |
| 2019年（令和元年） |          |          | 「10名以下」 | [ JR北 3 ] |                    |
| 2020年（令和02年） |          |          | 「10名以下」 | [ JR北 4 ] |                    |
| 2021年（令和03年） |          |          | 「10名以下」 | [ JR北 5 ] |                    |
| 2022年（令和04年） |          |          | 「10名以下」 | [ JR北 6 ] |                    |

1日の平均乗降人員は以下の通りである。
| 乗降人員推移 | 乗降人員推移 |
| 年度         | 1日平均人数  |
| ------------ | ------------ |
| 2011         | 18           |
| 2012         | 24           |
| 2013         | 18           |
| 2014         | 20           |

## 駅周辺
海岸に近く、その海岸には海水浴場やキャンプ場などがある。
- 北海道道608号大岸礼文停車場線
- 伊達警察署大岸駐在所
- 大岸郵便局
- 旧豊浦町立大岸中学校
- 豊浦町立大岸小学校
- 旧豊浦町立大岸小学校鉱山分校
- ペタヌ山（標高641メートル）
- 礼文華海岸
- 礼文華峠
- 小鉾岸川 - 駅から東に進むと河口がある。
- 豊浦町営バス（旧国鉄バス羊蹄線）「大岸駅前」、豊浦町コミュニティバス「草野商店前」停留所[14][15]

## 隣の駅
北海道旅客鉄道（JR北海道）
■室蘭本線
礼文駅 (H44) - 大岸駅 (H43) - *豊泉駅 - 豊浦駅 (H42)
*打消線は廃駅

### JR北海道
1. ↑  “極端にご利用の少ない駅（3月26日現在）” (PDF). 平成28年度事業運営の最重点事項.   北海道旅客鉄道. p. 6 (2016年3月28日). 2018年2月18日閲覧。
2. ↑  “駅別乗車人員” (PDF). 全線区のご利用状況（地域交通を持続的に維持するために）.   北海道旅客鉄道. 2020年1月20日時点のオリジナルよりアーカイブ。2020年1月20日閲覧。
3. ↑  “駅別乗車人員” (PDF). 地域交通を持続的に維持するために > 全線区のご利用状況.   北海道旅客鉄道 (2020年10月30日). 2020年11月2日時点のオリジナルよりアーカイブ。2020年11月7日閲覧。
4. ↑  “駅別乗車人員” (PDF). 地域交通を持続的に維持するために > 全線区のご利用状況.   北海道旅客鉄道 (2021年9月30日). 2022年1月1日時点のオリジナルよりアーカイブ。2022年1月1日閲覧。
5. ↑  “駅別乗車人員” (PDF). 地域交通を持続的に維持するために > 全線区のご利用状況.   北海道旅客鉄道. 2022年10月9日時点のオリジナルよりアーカイブ。2022年10月9日閲覧。
6. ↑  “駅別乗車人員” (PDF). 地域交通を持続的に維持するために > 全線区のご利用状況.   北海道旅客鉄道 (2023年). 2023年9月26日時点のオリジナルよりアーカイブ。2023年9月26日閲覧。